# Útěk z Kanady
Útěk z Kanady (v anglickém originále D'oh Canada) je 21. díl 30. řady (celkem 660.) amerického animovaného seriálu Simpsonovi. Scénář napsali Tim Long a Miranda Thompsonová a díl režíroval Matthew Nastuk. V USA měl premiéru dne 28. dubna 2019 na stanici Fox Broadcasting Company a v Česku byl poprvé vysílán 24. června 2019 na stanici Prima Cool.

## Děj
Simpsonovi jedou na výlet na Niagarské vodopády za věrnostní body, které Homer nasbíral, a projíždějí přes New York. Bart s Lízou si zahrají Bitvu o vodopády a při hře Líza omylem spadne do vodopádů. Kupodivu přežije a popluje až do Kanady. Líza pojede do nemocnice a zjistí, že zdravotní péče v Kanadě je zdarma. Za její názory bude umístěna do politického azylu v Kanadě, což se Marge a Homerovi nelíbí. Líza je u dvou kanadských pěstounů, navštěvuje kanadskou školu a Kanadu si zamiluje. Marge půjde zachránit Lízu, kanadsko-americké hranice projede bez větších komplikací, protože se schová do kufru auta. Snaží se Lízu přesvědčit, aby se vrátila zpět do Springfieldu, a pokusí se o návrat do Spojených států, jenž se nevydaří. Nakonec se Marge s Lízou rozhodnou úspěšně přejít hranici tajně a Líza je ráda, že je zpět doma. 

## Přijetí a kontroverze
Dennis Perkins z The A.V. Clubu udělil epizodě známku B−, když uvedl: „Útěk z Kanady si chce rýpnout do svých cílů na americké straně hranice tím, že Lízino poblouznění vším kanadským (zdvořilostí, mladým, hezkým premiérem, horaly s krásnými koňmi, záchrannými bobry v pláštěnkách, bezplatnou zdravotní péčí, školami, které uvádějí podnětné inscenace kanadské literární legendy Margaret Atwoodové Příběh služebnice) zaměřuje ostří seriálu ostřeji a příměji než obvykle.“.
Útěk z Kanady dosáhl ratingu 0,8 s podílem 4 a sledovalo jej 1,93 milionu lidí.
Hudební posměšný pozdrav státu New York vzbudil značnou pozornost rodáků z této oblasti, včetně reakce Republikánského výboru státu New York, který obvinil politiku Andrewa Cuoma z toho, že se region stal terčem posměchu, a kontroly faktů ze strany listu Rochester Democrat and Chronicle, jenž dospěl k závěru, že většina tvrzení je pravdivá, ale některá (například tvrzení o sledovanosti a invaliditě Fox News) jsou zavádějící nebo nedokazatelná. Společnost Great New York State Fair odpověděla, že píseň bere žertovně, ale že autory pozve na veletrh, aby se mohli s oblastí seznámit osobně.
Koncem dubna 2019 se epizoda dostala pod palbu kritiky, protože některé lidi urazila. Díl sice zesměšňoval tehdejšího amerického prezidenta Donalda Trumpa a kanadského premiéra Justina Trudeaua a připomněla kauzu SNC-Lavalin, ale aspekty, které vyvolaly pohoršení, se týkaly především parodické písně Franka Sinatry, v níž si Homer dělal legraci ze státu New York, a za použití nadávky „newfie“ ve vztahu ke kanadským obyvatelům Newfoundlandu. Ve druhém případě několik kanadských dětí zazpívá „stupid newfie“, načež postava velmi podobná Ralphu Wiggumovi sama sebe označí za jednoho z nich a pokračuje v bití plyšové hračky mláděte tuleně palicí, zatímco zpívá o tom, že je Newfoundlanďan. Hudebník Bruce Moss odmítl nabídku producentů seriálu použít pro epizodu jeho píseň „The Islander“, označil je za „morálně zkrachovalé“ a odmítl 20 000 amerických dolarů.